# Flemming Damgaard Larsen
 Der er for få eller ingen kildehenvisninger i denne artikel, hvilket er et problem. Du kan hjælpe ved at angive troværdige kilder til de påstande, som fremføres i artiklen.

Flemming Damgaard Larsen (født 10. marts 1951 i Kirke Hyllinge) er en dansk politiker fra partiet Venstre, tidligere folketingsmedlem 2001-2015, advokat, slægtsforsker og foredragsholder. 
Flemming Damgaard Larsen var næstformand for Transportudvalget, kirkeordfører og ø-ordfører. Herudover var han medlem af Udvalget for Forretningsordenen, Kulturudvalget, Kirkeudvalget,  Færøudvalget, Udvalget for Landdistrikter og Ø'er, Udvalget for småøer og medlem af Venstres Gruppebestyrelse
Flemming Damgaard Larsen er søn af vognmand Egon Larsen og medhjælpende ægtefælle Bodil Larsen. Som ung hjalp han sin far med vognmandsvirksomheden og kørte lastbil med kreaturer, grus og salt.
Flemming Damgaard Larsen blev cand. jur. og arbejdede som advokat i mange år ved siden af Kommunalbestyrelsen og Roskilde Amtsråd (1990-2006), de sidste 13 som formand for Teknik- og miljøudvalget. I 2001 blev han valgt ind i Folketinget. 
Han var ofte vært for omvisninger og debatarrangementer på Christiansborg. Fra 1974 til 2002 sad Flemming og hans far Damgaard Larsen begge i Kommunalbestyrelsen i Bramsnæs – de usædvanlige 28 år gav dem en plads i Guinness Rekordbog.
Flemming Damgaard Larsen genvalgtes til Folketinget for Venstre i 2011, men han opnåede ikke genvalg til Folketinget ved valget, den 18. juni 2015.

## Uddannelse og erhverv
- Medlem af Folketinget for Venstre siden 2001
- Advokat fra 1985.
- Cand.jur., Københavns Universitet 1981.
- Samf. basisudd., Roskilde Universitet 1972-73.
- Aftjent værnepligt ved Sjællandske Artilleri-regiment i Holbæk 1971-72
- Student, Roskilde Katedralskole 1968-71.
- Folkeskole, Kirke Hyllinge 1958-68.

- Sekretær ved Venstres Folketingsgruppes Sekretariat 1977-78
- Advokatfuldmægtig 1981-85.

## Aktuelle tillidsposter
- Medlem af bestyrelsen for Venstres Folketingsgruppe siden 2004
- Medlem af Repræsentantskabet for Sygeforsikringen Danmark, afd. Sjælland siden 1999
- Venstres folketingskandidat i Roskildekredsen siden 1994
- Medlem af Bramsnæs Kommunalbestyrelse, nu Lejre Kommunalbestyrelse siden 1974
- Medlem af bestyrelsen for Saglandet Lejre siden 1995; næstformand siden 2005
- Medlem af bestyrelsen for Ledreborg-Fonden siden 2002
- Medlem af bestyrelsen for Kirke Hyllinge Idrætsforenings Jubilæumsfond siden 1984

## Tidligere tillidsposter
- Medlem af bestyrelsen for Danmarks Forvaltningshøjskole 1998-2002
- Medlem af Tillidsmandskredsen for Den Frie Lærerskole i Ollerup 2002 -2007
- Formand for bestyrelsen for Det Danske Teater 2000 – 2007, medlem siden 1994
- Medlem af bestyrelsen i en række kulturhistoriske museer
- Medlem af Roskilde Amtsråd 1990 – 2006
- Formand for Udvalget for Teknik og Miljø 1994 – 2006
- Medlem af Bramsnæs Kommunalbestyrelse 1974 -2006
- Medlem af Undervisnings- og Kulturudvalget i Roskilde Amt 1990-2001
- Medlem af DGI’s Hovedbestyrelse 1992-98
- Formand for DGI’s Uddannelses- og Kulturudvalg 1992-98
- Beskikket medlem af Den Sociale Ankestyrelse 1990-98
- Medlem af styrelsen for Nornesalen, Forskningscenter for folkelig livsoplysning 1992-98
- Medlem af tillidsmandskredsen for Den Frie Lærerskole i Ollerup 1994-98
- Medlem af repræsentantskabet for Gerlev Idrætshøjskole 1992-98
- Medlem af Kirke Hyllinge Menighedsråd 1988-96, formand 1988-93
- Formand for Foredragsforeningen i Bramsnæs 1985-95
- Amtsformand for Roskilde Amts Gymnastikforening/DGI Roskilde Amt 1992-94
- Medlem af DDGU’s Landsstyrelse 1992
- Formand for Bramsnæs Kommunes Udvalg for Teknik og Miljø 1990-93
- Formand for Bramsnæs Kommunes Socialudvalg 1986-89
- Viceborgmester i Bramsnæs Kommune 1978-85 og 1987-89
- Venstres folketingskandidat i Holbækkredsen 1981-84
- Medlem af VU’s Landsstyrelse 1971-76
- Amtsformand for VU i Roskilde Amt 1971-76
- Medlem af bestyrelsen i Kirke Hyllinge sogn/Venstre i Bramsnæs 1969-74

## Ordener
27. april 2012 blev han Ridder af Dannebrog.